# Kfir-Brigade

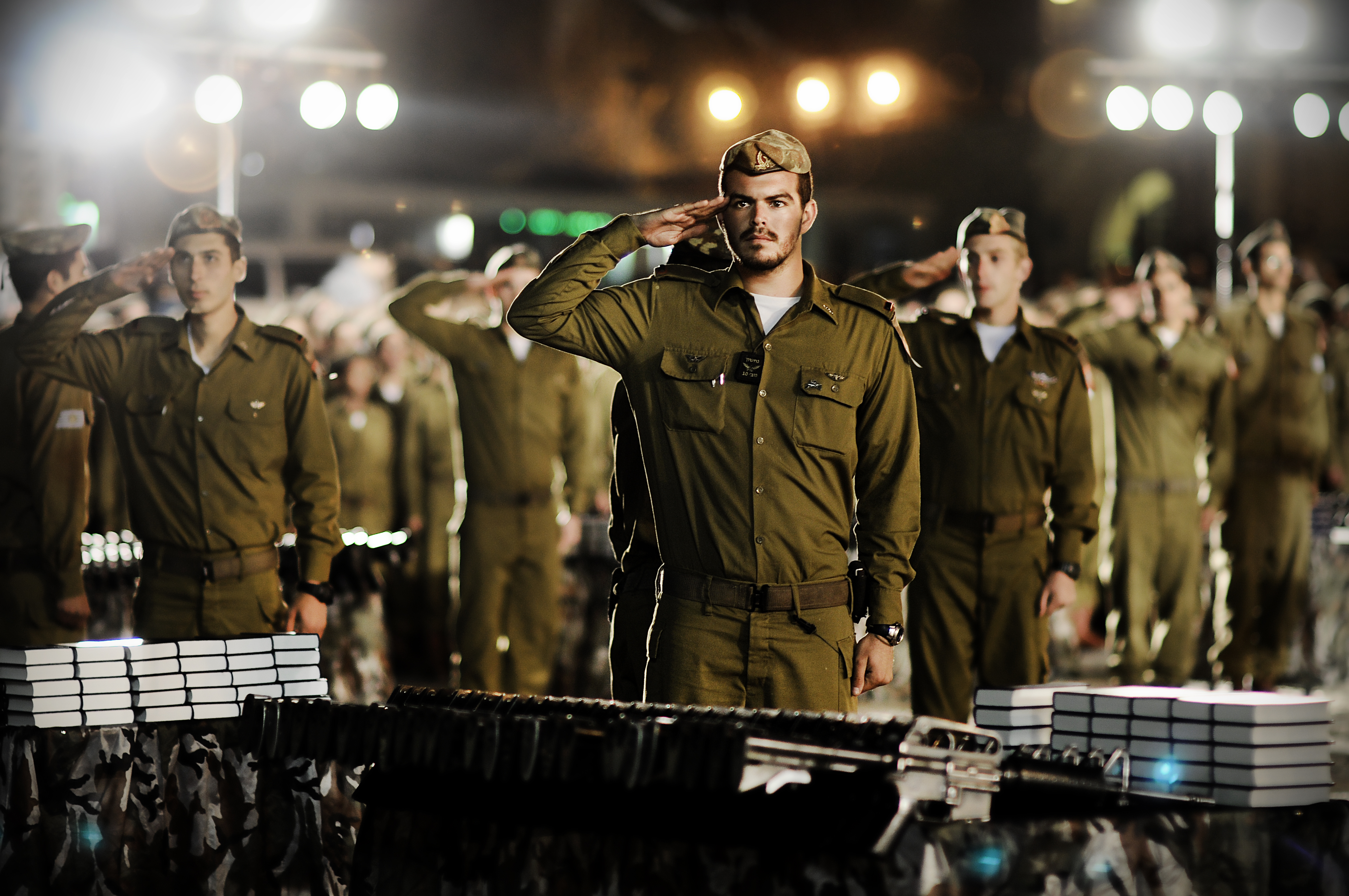
Soldaten der Brigade

Die Kfir-Brigade (hebräisch חֲטִיבַת כְּפִיר Chaṭīvat Kfīr, englisch Lion Cub Brigade, mit כְּפִיר Kfīr, deutsch ‚Löwenjunges‘), offiziell Brigade 900, ist als Infanteriebrigade ein Großverband des Israelischen Heeres. Die Brigade wurde als jüngste Brigade des Heeres am 6. Dezember 2005 aufgestellt. Sie wird hauptsächlich im Westjordanland zur Terrorismusbekämpfung und zur Sicherung der Verkehrswege eingesetzt. Die Barettfarbe ist tarnfarben, und das Wappen besteht aus einem aufrecht gestellten weißen Schwert mit Flügeln auf rotem Hintergrund. Die Brigade besteht aus sechs Bataillonen:
90. Nachschon-Bataillon – mechanisiertes Infanteriebataillon
92. Schimschon-Bataillon – mechanisiertes Infanteriebataillon
93. Charuv-Bataillon – mechanisiertes Infanteriebataillon
94. Duchifat-Bataillon – mechanisiertes Infanteriebataillon
96. Lavi-Bataillon – mechanisiertes Infanteriebataillon
97. Netzach-Jehuda-Bataillon – mechanisiertes Infanteriebataillon

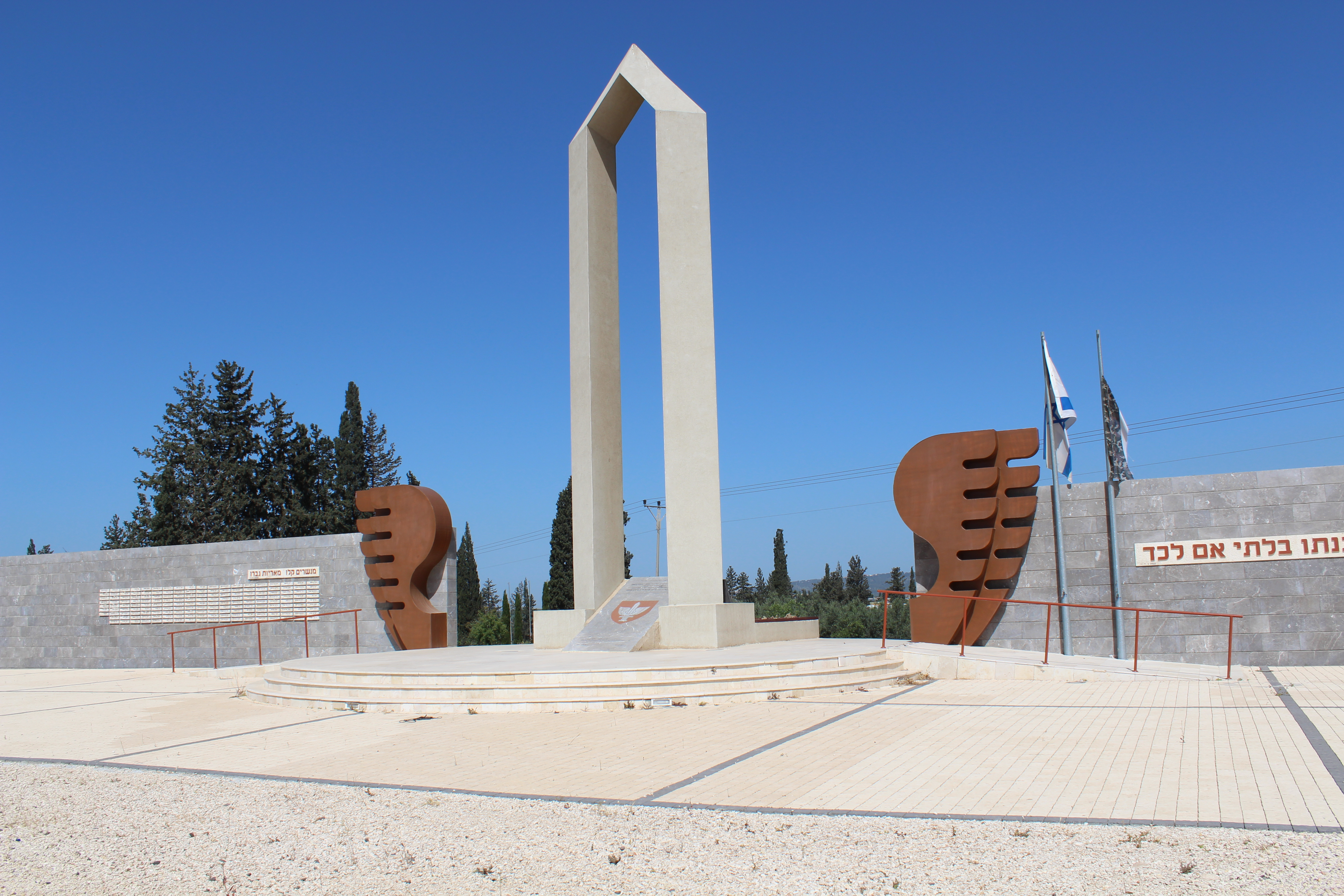
Monument der Kfir-Brigade in Afula

Das Kfir Brigade Monument befindet sich in Afula und gedenkt der Gefallenen der Brigade. Es ist mit zwei Bibelversen beschriftet.

## Kontroversen
Im Frühjahr 2024 verhängte die US-Regierung durch ihr Außenministerium Sanktionen gegen das Netzah-Yehuda-Bataillon und berief sich dabei auf das Leahy-Gesetz, das verhindern soll, dass US-Hilfe an ausländische Militäreinheiten geht, die sich Menschenrechtsverstöße haben zuschulden kommen lassen. Die US-amerikanische Regierung (Kabinett Biden) hatte die israelische Regierung (Kabinett Netanjahu VI) zuvor vor Sanktionen gewarnt, sollte diese keine Reaktion auf die extreme Gewalt jüdischer Siedler gegen Palästinenser im Westjordanland folgen lassen. Das Netzah-Yehuda-Bataillon wurde 1999 exklusiv für streng religiöse Soldaten gegründet. Neben ultraorthodoxen Männern dienen darin viele nationalreligiöse Siedler sowie Extremisten der Hilltop Youth.